# Ambassade de France en Guinée-Bissau
L'ambassade de France en Guinée-Bissau est la représentation diplomatique de la République française auprès de la république de Guinée-Bissau. Elle est située à Bissau, la capitale du pays, et son ambassadeur est, depuis 2025, Arnaud Roux. La Guinée-Bissau fait partie des pays où la France a décidé de réduire le format de ses ambassades en les transformant en « postes de présence diplomatique ».

## Ambassade
L'ambassade est située à Bissau, dans le quartier Bairro de Penha, sur le site du campus diplomatique, à proximité de l'ambassade de Russie et de la délégation de l'Union européenne. Transformée en poste de présence diplomatique en 2015, la section consulaire et le service de coopération et d'action culturelle ont été fermés.

## Histoire
L'ambassade de France rénovée a rouvert le 5 mars 2008 à Bairro de Penha. L'ancienne chancellerie était à l'origine installée dans le centre-ville de Bissau, mais elle avait été déplacée en 1990 dans ce quartier de Penha. La guerre civile de 1998 avait cependant lourdement endommagé le nouveau bâtiment et l'ambassade avait une fois encore déménagé. La résidence de France se trouve elle aussi dans le campus diplomatique français qui contient un parc arboré.

## Ambassadeurs de France en Guinée-Bissau
| De   | À    | Ambassadeur                       |
| ---- | ---- | --------------------------------- |
| 1975 | 1977 | Xavier Daufresne de la Chevalerie |
| 1977 | 1979 | Fernand Wibaux                    |
| 1979 | 1984 | Yves Robin                        |
| 1984 | 1989 | Louis Bouroux                     |
| 1989 | 1991 | Jean Thomas                       |
| 1991 | 1993 | Claude Petiet                     |
| 1993 | 1996 | Éric Lem                          |
| 1996 | 2001 | François Chappellet               |
| 2001 | 2004 | Bernard Le Tourneau               |
| 2004 | 2006 | Simone Hailloud-Poudade           |
| 2006 | 2010 | Jean-François Parot               |
| 2010 | 2012 | Michel Flesch                     |
| 2014 | 2016 | Pierre Voillery                   |
| 2016 | 2020 | Jean-Louis Zoël                   |
| 2020 | 2025 | Terence Wills                     |
| 2025 | auj. | Arnaud Roux                       |

## Consulat

### Communauté française
Au 31 décembre 2016, 99 Français sont inscrits sur les registres consulaires en Guinée-Bissau.
| 2001 | 2002 | 2003 | 2004 |
| ---- | ---- | ---- | ---- |
| 73   | 89   | 95   | 82   |

| 2005 | 2006 | 2007 | 2008 |
| ---- | ---- | ---- | ---- |
| 96   | 106  | 124  | 125  |

| 2009 | 2010 | 2011 | 2012 |
| ---- | ---- | ---- | ---- |
| 120  | 111  | 109  | 106  |

| 2013 | 2014 | 2015 | 2016 |
| ---- | ---- | ---- | ---- |
| 114  | 114  | 100  | 99   |

### Circonscriptions électorales
Depuis la loi du 22 juillet 2013 réformant la représentation des Français établis hors de France avec la mise en place de conseils consulaires au sein des missions diplomatiques, les ressortissants français d'une circonscription recouvrant le Cap-Vert, la Guinée-Bissau et le Sénégal élisent pour six ans cinq conseillers consulaires. Ces derniers ont trois rôles : 
1. ils sont des élus de proximité pour les Français de l'étranger ;
2. ils appartiennent à l'une des quinze circonscriptions qui élisent en leur sein les membres de l'Assemblée des Français de l'étranger ;
3. ils intègrent le collège électoral qui élit les sénateurs représentant les Français établis hors de France. Afin de respecter la représentativité démographique, un délégué consulaire est élu pour compléter ce collège électoral.

Pour l'élection à l'Assemblée des Français de l'étranger, la Guinée-Bissau appartenait jusqu'en 2014 à la circonscription électorale de Dakar, comprenant aussi le Cap-Vert, la Gambie, la Guinée, le Sénégal et le Sierra Leone, et désignant trois sièges. La Guinée-Bissau appartient désormais à la circonscription électorale « Afrique occidentale » dont le chef-lieu est Dakar et qui désigne quatre de ses 26 conseillers consulaires pour siéger parmi les 90 membres de l'Assemblée des Français de l'étranger.
Pour l'élection des députés des Français de l’étranger, la Guinée-Bissau dépend de la 9e circonscription.